# Ботштибер, Хуго
Хуго Ботштибер (нем. Hugo Botstiber; 21 апреля 1875, Вена — 15 января 1941, Шрусбери, Великобритания) — австрийский музыковед.

## Биография
Учился у Роберта Фукса и Гвидо Адлера. С 1900 года секретарь Венского концертного общества (филармонии), с 1905 года секретарь и начальник канцелярии консерватории венского Общества друзей музыки. В 1912—1938 годах секретарь крупнейшего венского концертного зала Концертхаус. В связи с аншлюсом из-за еврейского происхождения эмигрировал в Великобританию.
Написал монографию «История увертюры и свободной оркестровой формы» (нем. Geschichte der Ouvertüre und der freien Orchesterform; 1913, репринт 1969), изданную к столетию со дня смерти Бетховена книгу «Бетховен в быту» (нем. Beethoven im Alltag; 1927), небольшое исследование «Йозеф Гайдн и издательский дом Артариа» (нем. Joseph Haydn und das Verlagshaus Artaria; 1904, с приложением писем композитора). В 1927 г. опубликовал третий том фундаментальной книги Карла Фердинанда Поля о Гайдне, завершив его по оставленным Полем наброскам. В 1904—1911 годах - редактор издания «Австрийские книги о музыке» (нем. Musikbuches aus Österreich). Редактировал издание произведений Иоганна Пахельбеля.
Портрет Ботштибера в молодые годы написан Арнольдом Шёнбергом.